# Marie von Bülow (Schauspielerin, 1857)
Marie Freifrau von Bülow (* 12. Februar 1857 als Maria Amalia Catharina Josepha Schanzer in Wien; † 20. August 1941 in Berlin) war eine österreichisch-deutsche Schauspielerin.

## Leben und Wirken
Marie Schanzer begann 1875 ihre künstlerische Laufbahn unter ihrem Geburtsnamen im schweizerischen Basel. 1876 ging sie nach Karlsruhe, wo sie bis 1879 blieb. In diesem Jahr folgte sie einem Ruf nach Danzig, 1881 einer Verpflichtung nach Hamburg. Außerdem trat die Wienerin am Berliner Nationaltheater und am Meininger Hoftheater auf. Im Fach der tragischen Liebhaberin übernahm sie klassische Bühnenrollen wie das Klärchen in Goethes Trauerspiel Egmont, das Gretchen im Faust und die Jane Eyre (aus dem Stück nach dem gleichnamigen Charlotte-Brontë-Roman).
Dort lernte Marie Schanzer den Dirigenten Hans von Bülow kennen, der zwischen 1880 und 1885 als Hofmusikintendant in Meiningen tätig war. Beide heirateten 1882, und Marie Freifrau von Bülow zog sich ins Privatleben zurück. Nach Hans von Bülows Tod 1894 kümmerte sich seine Witwe um den Nachlass ihres Mannes und veröffentlichte die Briefe Bülows. Außerdem betätigte sie sich als Mäzenin und förderte den Musiker-Nachwuchs in ihrer Wahlheimat Berlin.